# Jagoda Pietruszkówna
Jagoda Pietruszkówna (ur. 3 marca 1970 w Nowym Sączu) – polska aktorka teatralna i filmowa.

## Życiorys
W 1991 ukończyła Państwową Wyższą Szkołę Teatralną w Krakowie. W latach 1991–1998 występowała w Teatrze im. Stefana Jaracza w Łodzi, a od 2000 roku związana jest z krakowskim Teatrem Ludowym. Występowała też gościnnie na deskach Teatru im. Wandy Siemaszkowej w Rzeszowie. W latach 2014–2020 grała w paradokumencie „Szkoła” gdzie wcielała się w rolę Alicji Stańko, nauczycielki chemii.

## Role teatralne
- 1992: Pogrzebane dziecko (Teatr im. Stefana Jaracza w Łodzi, reż. Philip Boehm) jako Vince
- 1992: Czupurek (Teatr im. Stefana Jaracza w Łodzi, reż. Waldemar Wolański) jako Przybłęda
- 1993: Madame de Sade (Teatr im. Stefana Jaracza w Łodzi, reż. Marcel Kochańczyk) jako Anna
- 1994: Celestyna (Teatr im. Stefana Jaracza w Łodzi, reż. Waldemar Zawodziński) jako Melibea[a]
- 1994: Kram z piosenkami (Teatr im. Stefana Jaracza w Łodzi, reż. Barbara Fijewska)
- 1995: Obróbka (Teatr im. Stefana Jaracza w Łodzi, reż. Tomasz Zygadło) jako Anne
- 1995: Trzy wysokie kobiety (Teatr im. Stefana Jaracza w Łodzi, reż. Barbara Sass) jako C
- 1996: Królewicz i żebrak (Teatr im. Stefana Jaracza w Łodzi, reż. Waldemar Zawodziński) jako Wariatka, Dworzanin
- 1999: Symfoniczna wazelina 1917 (Teatr Ludowy w Krakowie, reż. Łukasz Czuj) jako Nadia
- 2000: Lekcja (Teatr Dialog w Krakowie, reż. E. Żentara, Sz. Wroński) jako Uczennica
- 2000: Opowieści jedenastu katów (Teatr Ludowy w Krakowie, reż. Łukasz Czuj) jako Helga Rauch
- 2002: Prywatna klinika (Teatr Ludowy w Krakowie, reż. Jerzy Fedorowicz) jako Mildred
- 2002: Księżniczka Turandot (Teatr Ludowy w Krakowie, reż. Katarzyna Deszcz) jako Niewolnica
- 2003: Przygody Sindbada żeglarza (Teatr Ludowy w Krakowie, reż. Krzysztof Rekowski) jako Zaklęta wierzba
- 2003: Betlejem - misterium na Boże Narodzenie (Teatr Ludowy w Krakowie, reż. Włodzimierz Nurkowski) jako Wawrzek
- 2004: Królowa Śniegu (Teatr Ludowy w Krakowie, reż. Włodzimierz Nurkowski) jako Demon Śniegu, Dziewczynka, Mała Rozbójniczka
- 2005: Dymitr Samozwaniec (Teatr Ludowy w Krakowie, reż. Piotr Szalsza) jako Niemy, Król Zygmunt, Olga, Maszka
- 2005: Dymitr Samozwaniec (Teatr Korez Katowice, reż. Piotr Szalsza) jako Niemy, Król Zygmunt, Olga, Maszka
- 2006: Książę i żebrak albo zagadka cyberprzestrzeni (Teatr Ludowy w Krakowie, reż. Czesław Sieńko) jako Lady Elżbieta, Maria
- 2006: Wakacje w Holandii (Teatr Ludowy w Krakowie, reż. Inka Dowlasz) jako Jouun
- 2007: Walentynki (Teatr Ludowy w Krakowie, reż. Paweł Szumiec) jako Katia – 60 lat
- 2008: Moja córka, moja miłość... (Teatr im. Wandy Siemaszkowej w Rzeszowie, reż. Remigiusz Caban) jako Irene/Izabelle
- 2009: Nic nie może wiecznie trw@ć (Teatr im. Wandy Siemaszkowej w Rzeszowie, reż. Remigiusz Caban)
- 2010: Murzyn. (może odejść) (Teatr im. Wandy Siemaszkowej w Rzeszowie, reż. Remigiusz Caban) jako Jadwiga Topolska (gościnnie)
- 2011: Mechaniczna pomarańcza (Teatr Ludowy w Krakowie, reż. Jacek Bunsch) jako Żona Aleksandrowicza
- 2011: Jak nie teraz, to kiedy, jak nie my, to kto? (Teatr Ludowy w Krakowie, reż. Małgorzata Głuchowska)
- 2013: Kochanowo i okolice (Teatr Ludowy w Krakowie, reż. Piotr Waligórski) jako Magda
- 2014: Hotel Westminster (Teatr Ludowy w Krakowie, reż. Włodzimierz Nurkowski) jako Recepcjonistka
- 2016: Sekretne życie Friedmanów (Teatr Ludowy w Krakowie, reż. Marcin Wierzchowski) jako Sędzia Abbey Boklan/Dorothy Krauss
- 2018: Sędziowie (Teatr Ludowy w Krakowie, reż. Małgorzata Bogajewska) jako Dziewczyna
- 2018: Hańba (Teatr Ludowy w Krakowie, reż. Marcin Wierzchowski) jako Rosalind Erlijk/Elaine Winters/Doreen Isaacs
- 2018: Mistrz i Małgorzata (Teatr Ludowy w Krakowie, reż. Paweł Passini) jako Anna/Pielęgniarka
- 2019: Anioły w Ameryce (Teatr Ludowy w Krakowie, reż. Małgorzata Bogajewska) jako Emily/Siostra Ella Chapter/Kobieta z Bronxu/Ethel Rosenberg/Sarah Ironson
- 2021: Boska (Teatr Ludowy w Krakowie, reż. Robert Talarczyk) jako Pani Verindah Gedge[1]
- 2021: Iwona, księżniczka Burgunda (Teatr Ludowy w Krakowie, reż. Cezary Tomaszewski)  jako Szambelanica[2]

## Filmografia
- 1993: Lepiej być piękną i bogatą
- 2005: Zakochany Anioł, jako pielęgniarka w recepcji
- 2009: Majka, jako pielęgniarka w przychodni (odc. 11)
- 2010: 1920. Wojna i miłość, jako Szczepanowa
- 2013–2014: Szpital, jako Urszula Sawicka-Małek, pulmonolog
- 2014: Pod Mocnym Aniołem, jako siostra Joanny
- 2014–2020 Szkoła, jako Alicja Stańko, nauczycielka chemii
- 2015: Czerwony pająk, jako prostytutka
- 2015: Szpital, jako Alicja Stańko, nauczycielka chemii (odc. 382)
- 2016: Kury (film krótkometrażowy), jako kura
- 2017: Pętle (etiuda szkolna)
- 2018: Kler, jako ofiara
- 2019: 1800 gramów, jako klientka Raszyńskiego
- 2020: Czarny młyn, jako mama Karola
- 2022: Stulecie Winnych, jako kobieta w stoczni (odc. 44)
- 2022: Bunt!, jako matka Lolity
- 2023: Na Wspólnej, jako Idalia Starska
- 2023: Przyjaciółki, jako sędzia (odc. 253)
- 2024: Na dobre i na złe, jako Natalia, matka Łukasza (odc. 916)
- 2025: Vinci 2, jako taksówkarka